# Мурвица Горња
Мурвица Горња је насељено место у саставу општине Поличник, у Задарској жупанији, Република Хрватска.

## Историја
До територијалне реорганизације у Хрватској налазило се у саставу старе општине Задар. Као самостално насеље постоји од пописа 2011. године.

## Становништво
На попису становништва 2011. године, Мурвица Горња је имала 253 становника.